# 위페이훙
위페이훙(중국어 간체자: 俞飞鸿, 정체자: 俞飛鴻, 병음: Yú Fēihóng, 한자음: 유비홍, 1971년 1월 15일 ~ )은 중국의 배우이다.

## 출연작

### 드라마
- 1999년 CCTV-1 제일특약극장 《견수》 - 왕춘 역
- 2011년 동방 위성 텔레비전 몽상극장 《남인방》 - 션리 역
- 2014년 CCTV-8 황금강당극장 《대창염상》 - 소문숙 역
- 2014년 동방 위성 텔레비전 몽상극장 《대장부》 - 구샤오옌 역
- 2014년 동방 위성 텔레비전 주파극장 《대남천》 - 이수 역
- 2016년 후난위성텔레비전 금응독파극장 《소장부》 - 야오란 역
- 2020년 장쑤 위성 텔레비전 행복극장 《애지초》 - 사교 역
- 2021년 아이치이 웹드라마 《형경지해외행동》 - 쉬야난 역
- 2022년 CCTV-8 황금강당극장 《매괴지전》 - 링이 역
- 2022년 CCTV-8 황금강당극장 《풍우송춘귀》 - 쉬양 역